# José Luis Chávez
José Luis Chávez Sánchez (Santa Cruz de la Sierra, 18 settembre 1986) è un calciatore boliviano, centrocampista del Royal Pari e della Nazionale boliviana.

## Carriera
Il 24 dicembre 2012 viene annunciato il suo trasferimento all'Atlas.

## Palmarès

### Competizioni nazionali
- Campionato boliviano: 3

Blooming: Apertura 2005, Clausura 2009
Universitario de Sucre: Apertura 2008